# Calendar Girl (canção)
"Calendar Girl" é uma canção do grupo dinamarquês de dance-pop Crispy. Foi lançado em 1998 como o quarto single do álbum de estréia, The Game. Lançado em 1998, o single foi um menor hit na Dinamarca. A música também foi lançada na Holanda e na Alemanha. Foi o segundo single produzido por Me-She.

## Lista de Faixas
Denmark CD single
1. "Calendar Girl" (Radio Version) - 3:33
2. "Calendar Girl" (Extended Version) - 5:34
3. "Calendar Girl" (Club Vocal Mix) - 4:33
4. "Calendar Girl" (Club Mix) - 7:20

## Ligações Externas
- Letras dessa música no MetroLyrics
- Videoclipe nessa música no YouTube